# Ismail Khan
Pour les articles homonymes, voir Khan (homonymie).
Ismail Khan (surnommé l'Emir de l'Ouest), est un homme politique, un chef militaire et un seigneur de guerre afghan. Il est particulièrement bien implanté dans la région de la ville d'Hérat.

## Biographie
En mars 1979, il est officier dans l'armée quand il se révolte contre le gouvernement socialiste de Nour Mohammad Taraki à Hérat. Il devient alors un des principaux chefs moudjahiddine dans le nord-ouest afghan et combat l'Armée Rouge jusqu'à son retrait en 1989. Il prend alors le contrôle de la province de Hérat qu'il conserve jusqu'en 1995. Au printemps 1995, il repousse un premier assaut des taliban sur Hérat, qui sont obligés de se replier dans leur bastion du Sud. Mais en septembre 1995, ces derniers parviennent à s'emparer de Hérat, poussant Ismail Khan à fuir en Iran avec 8 000 de ses hommes. Le 25 mai 1997, alors qu'il organise l'opposition armée à l'Émirat islamique dans la province de Faryab, il est trahi et capturé par le général ouzbek Abdul Majid Rouzi (en), qui avait fait défection au profit des taliban en même temps qu'Abdul Malik Pahlawan (en) (un des lieutenants de Dostom). Rouzi le remet à Abdur Razzaq (en), le gouverneur taliban de Hérat, et il est incarcéré à la prison de Kandahar, dont il finit par s'évader en mars 1999. Il rejoint alors l'Alliance du Nord qui devient en septembre 2001 le Front Uni Islamique pour le Salut de l'Afghanistan. Au cours de la campagne d'octobre-décembre 2001, il provoque la révolte de Hérat dont il reprend le contrôle le 12 novembre. Sous sa direction, la province semble retrouver une certaine prospérité et son influence s'étend sur plusieurs provinces. Au cours de l'année 2003, il se rapproche ouvertement de l'Iran qui l'a soutenu contre le régime talêb. En 2004, il critique ouvertement le gouvernement central et lui reproche de ne rien faire dans le domaine de la lutte anti-drogue, de ne pas assez favoriser la création d'emplois et de ne pas chercher à attirer des industriels. Il promeut aussi l'élection d'un gouvernement islamique élu et indépendant des États-Unis. 
Le gouvernement central cherche donc à l'affaiblir en nommant certains de ses adversaires à la tête des provinces de l'Ouest comme Azizollâh Afzali nommé à la tête de la province de Baghdîs. Il est démis de ses fonctions de gouverneur en septembre 2004, ce qui produit des émeutes à Hérat. Il est nommé Ministre de l'Energie en compensation. Après les élections de 2009, le Parlement rejette sa reconduction à ce poste.
En août 2021, Ismail Khan est capturé par les Talibans, durant leur offensive de conquête de l'Afghanistan.